# لين بيري
لين بيري (بالإنجليزية: Lynne Berry)‏ هي كاتبة للأطفال وكاتِبة أمريكية، ولدت في 1972 في بوسطن في الولايات المتحدة.